# Casimiro Pinto Neto
Casimiro Pinto Neto (Bauru, 5 de abril de 1914 — 2 de dezembro de 1983) foi um radialista brasileiro.

## Biografia
Em 1931, ingressou na Faculdade de Direito da Universidade de São Paulo, no Largo de São Francisco, onde era conhecido pelo apelido de Bauru, associação à sua terra natal. Tomou parte na Revolução Constitucionalista de 1932, integrando o Batalhão 14 de julho.
Era frequentador, assim como outros estudantes de direito, do bar Ponto Chic, no Largo do Paiçandu, em São Paulo. Certa vez, em 1934, ditou ao garçom a receita de um novo lanche, composto por pão francês sem miolo, rosbife, rodelas de tomate e de pepino, sal, orégano e queijo. O lanche logo se popularizou e ficou conhecido pelo apelido de Casemiro, uma vez que os demais frequentadores solicitavam “um lanche igual ao do Bauru”. Nasceu, assim, o famoso sanduíche Bauru.
Embora formado em Direito, nunca exerceu a profissão. Trabalhou como repórter da Rádio e TV Record até a sua morte.